# Kloster Guben
Das Jungfrauenkloster vor Guben (lateinisch Monasterium monialium extra mures) war ein Benediktinerinnenkloster bei Guben vom 12. oder 13. bis zum 16. Jahrhundert.

## Lage

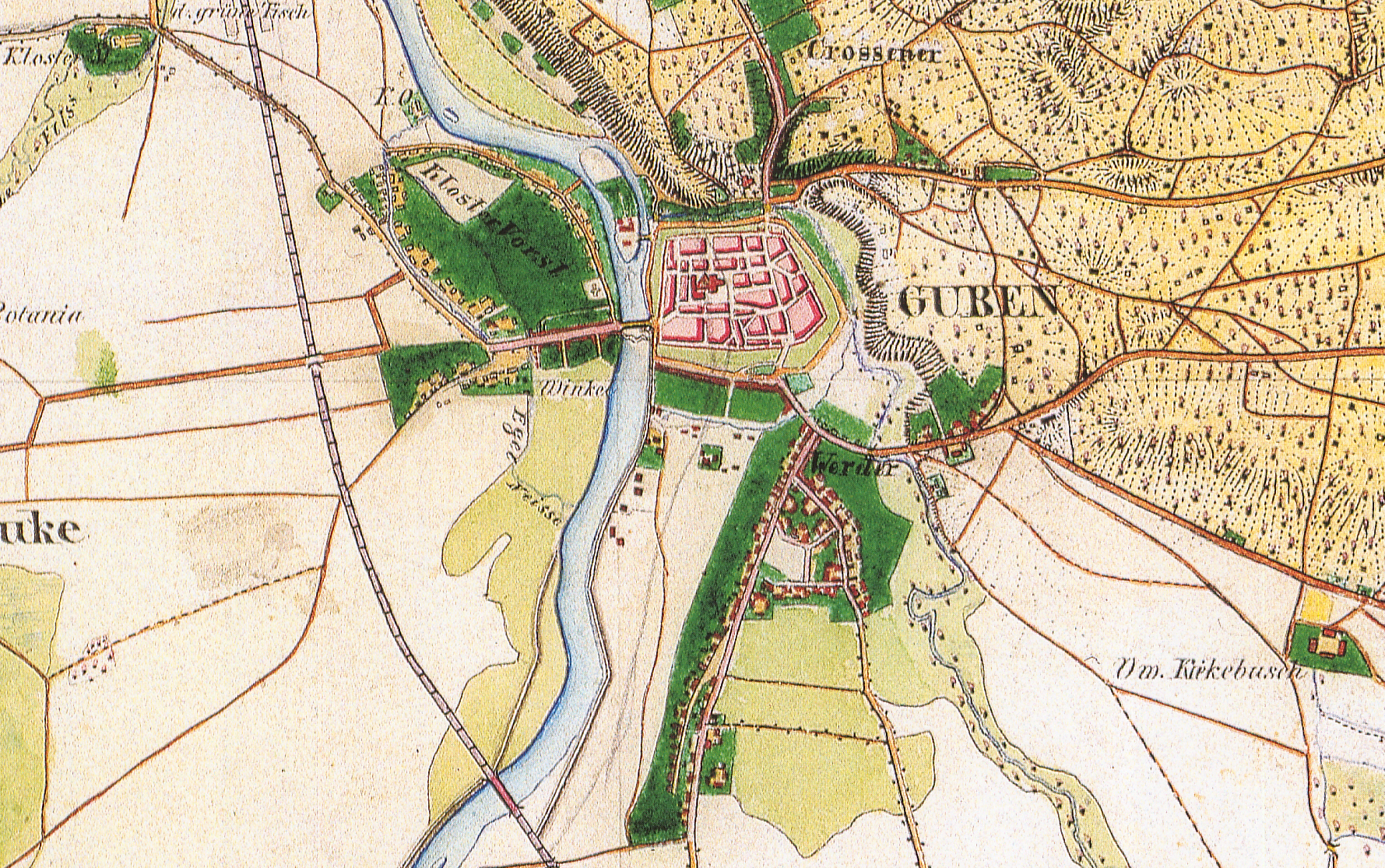
Umgebung von Guben 1845, ehemaliges Klostergebiet links oben

Das Kloster lag westlich der Neiße gegenüber der Stadt Guben. Es gehörte in der gesamten Zeit seines Bestehens zur  Markgrafschaft Niederlausitz, nicht zur Stadt. Später erhielt das Gebiet den Namen Klostervorstadt. Von den Klostergebäuden sind einige kleinere Mauerreste erhalten. Die jetzige Klosterkirche ist ein Neubau aus dem 19. Jahrhundert.

## Geschichte

### Gründung
Die Entstehungszeit des Klosters ist unsicher. Eine angebliche Gründung 1157 bzw. 1162 erscheint fraglich und ist nur durch unsichere Angaben überliefert. Möglich ist eine spätere Gründung, etwa kurz vor oder nach der Stadtrechtsverleihung für Guben 1235. Die erste erhaltene schriftliche Erwähnung stammt erst  aus dem Jahr 1319.

### Strukturen
Danach gibt es etliche Urkunden und Nachrichten über  das Kloster. Eine Ordenszugehörigkeit ist nicht überliefert, ebenso keine geistlichen Beziehungen zu anderen Klöstern. Die Nonnen lebten nach der Benediktinerregel und werden deshalb als Benediktinerinnenkloster zugeordnet. Der verantwortliche Visitator war der Bischof von Meißen. Der Konvent wurde von einer Äbtissin geleitet, die von einer Priorin, einem Propst und weiteren Ämterträgerinnen unterstützt wurde.
Das Kloster hatte umfangreichen Landbesitz von 25 Dörfern, dazu Wiesen, Äcker, Seen und Fischteiche, sowie weitere Rechte und Besitzungen. Es verfügte über das Patronat von einigen Kirchen in Guben und Umgebung und setzte dort die Priester ein.

### Weitere Entwicklung
1429 wurde das Kloster beim Hussiteneinfall verwüstet, die Nonnen flohen nach Forst. Danach wurde es bald wieder aufgebaut. Seit 1498 wurde Klosterbesitz schrittweise durch den böhmischen König und Kaiser als Landesherr verpfändet.
Die Einführung der Reformation in der Stadt Guben seit 1523 hatte offenbar zunächst nur wenig Einfluss auf den Bestand des Klosters. Um 1555 lebten dort noch neun Nonnen und achtzehn Angestellte. Nach dem Tod der letzten Äbtissin Margarethe von Werdeck 1564 hörte das Kloster auf zu bestehen.

## Weitere Nutzung
Danach wurde dort das Salzamt Guben eingerichtet. Dieses übernahm den Landbesitz. Die Kirche wurde als Pfarrkirche weiter genutzt und später neu gebaut.